# Kisa hembygdsgård
Kisa hembygdsgård är en hembygdsgård och en park i Kisa i Kinda kommun.
Hembygdgården ägs av Kisa-Västra Eneby hembygdsförening och består av ett femtontal kulturhus från Kindabygden. Huvudbyggnaden är en herrgårdsbyggnad från Hovby gård i Västra Eneby socken från 1600-talet. Den förvärvades av hembygdsföreningen 1927 och var den ursprungliga byggnaden på hembygdsgårdsområdet i Kisa.
Huset är en rymlig timmerbyggnad i en våning, stor vindsvåning och med ett säteritak från mitten av 1600-talet.
Kungsstugan flyttades från Kisa gästgivaregård omkring 1933. Den är troligen från senare delen av 1600-talet. Namnet kommer av att Karl XI tog in på gästgiveriet på sina resor till Kalmar slott.
På hembygdsgården finns också ett museum i Logen, som kommer från Falerum. Det innehåller bland annat ett 2008 invigt fotomuseum med kisafotografen Lars Petterssons bildsamling. 